# Bungaro
 (avril 2018).
Si vous disposez d'ouvrages ou d'articles de référence ou si vous connaissez des sites web de qualité traitant du thème abordé ici, merci de compléter l'article en donnant les références utiles à sa vérifiabilité et en les liant à la section « Notes et références ».
Bungaro (né Antonio Calò le 23 mai 1964) est un chanteur italien.

## Discographie

### Album
- 1990 - Cantare fa più bene (RCA)
- 1991 - Cantare fa più bene (RCA)
- 1992 - Ci perdiamo in tanti (RCA)
- 1994 - Tutto d'un fiato (BMG)
- 2004 - L'attesa (Aliante/EMI)
- 2009 - Arte (Egea)
- 2012 - Il valore del momento (Esordisco/Sony Music)
- 2017 - Maredentro Live (Esordisco/Sony Music)